# Orthocladius kanii
Orthocladius kanii är en tvåvingeart som först beskrevs av Tokunaga 1939.  Orthocladius kanii ingår i släktet Orthocladius och familjen fjädermyggor. Inga underarter finns listade i Catalogue of Life.